# Gornyj (rejon krasnopartizański)
Gornyj (ros. Гоpный) – osiedle typu miejskiego w Rosji, w obwodzie saratowskim, w rejonie krasnopartizańskim. W 2010 liczyło 5084 mieszkańców.